# Mazateques

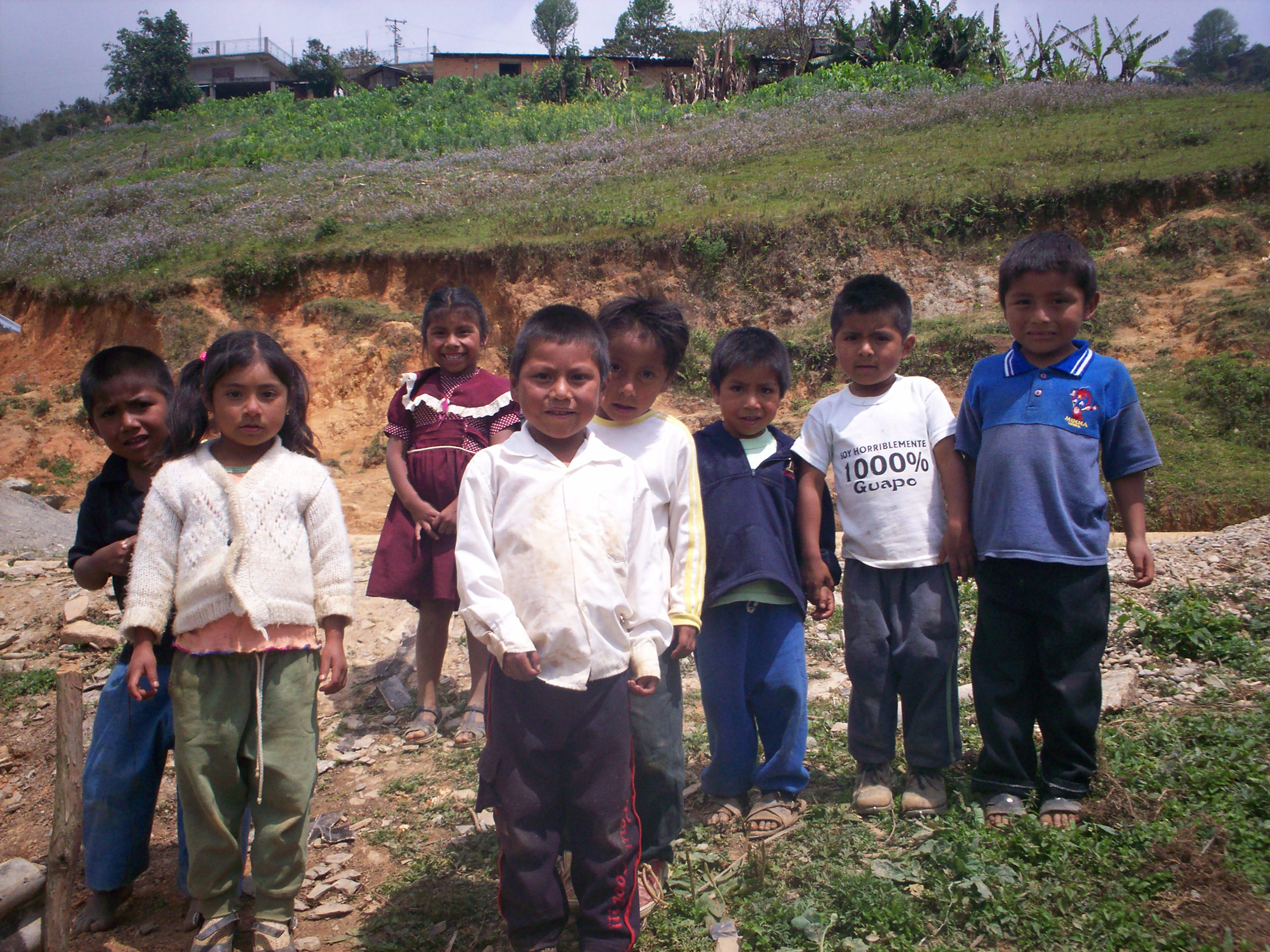
Nens mazateques de la comunitat d'Agua Iglesia (Eloxochitlán de Flores Magón, Oaxaca)

Els mazateques són un poble indígena de Mèxic, que habita al nord de l'estat d'Oaxaca i sud de l'estat de Veracruz i Puebla. El seu nom prové del nàhuatl mazatl o cérvol, mentre que ells mateixos es diuen en el seu idioma ha shuta enima o “gent que parla idioma (mazateca) i és humil”. Els mazateques van adquirir certa fama internacional pels seus mil·lenaris cultes religiosos amb ajuda de fongs al·lucinògens com el teonanácatl, popularitzades des dels anys 60 per la mazateca María Sabina.

## Geografia
La regió tradicional mazateca, comprèn la Sierra Mazateca i es divideix en Mazateca Alta (amb les subregions de Terra freda i Terra temperada) i la *Mazateca Baixa (o Terra calenta), a les regions oaxaquenyes de la Canyada i la vall de Papaloapan-Tuxtepec.
La Mazateca comprèn els municipis de Teotitlán de Flores Magón, Mazatlán Villa de Flores, Santa Cruz Acatepe, Santa Ana Ateixtlahuaca, San Bartolomé Ayautla, San Juan Coatzaspam, Santa María Magdalena Chilchotla, San Lorenzo Cuahnecuiltitla, Sant Mateu Eloxochitlán de Flores Magón, San Francisco Huehuetlán, San Cristóbal Mazatlán, San Pedro Ocopetatillo, San Jerónimo Tecoatl, San José Tenango, Santiago Texcaltzingo, San Lucas Zoquiapam, Huautla de Jiménez, San Pedro Ixcatlán, San Felipe Jalapa de Díaz i San Miguel Soyaltepec.
L'àrea tradicional mazateca es va veure molt alterada per la construcció de l'embassament Miguel Alemán (1953-1957) al seu territori, que va causar l'emigració de prop de 22.000 indígenes que van ser reallotjats en nous centres de població. Existeixen també comunitats mazateques en el veí estat de Puebla, principalment en els municipis de Tlacotepec de Porfirio Díaz i Coyomeapan.

## Autodenominació
Quant a l'autodenominació dels Mazateques, el poeta i escriptor mazateca Juan Gregorio Regino proposa el terme Xota Ndi'yajan, que significa "gent d'una mateixa casa, d'un mateix sostre, d'un mateix idioma, d'un mateix pensament".

## Com a gentilici
La paraula mazateco també pot referir-se al gentilici de les persones que viuen a Mazatán (Chiapas).